# Nóng chảy

Nước đá nóng chảy

Nóng chảy là một quá trình vật lý đặc trưng với quá trình chuyển đổi của một chất chuyển từ trạng thái rắn sang trạng thái lỏng. Nóng chảy xảy ra khi nội năng của chất rắn tăng lên, thường là do nhiệt hoặc áp suất đẩy nhiệt độ của chất rắn đến nhiệt độ nóng chảy. Ở nhiệt độ nóng chảy, trật tự của các ion hoặc phân tử trong chất rắn bị giảm xuống thành trạng thái kém trật tự hơn, và chất rắn tan chảy trở thành chất lỏng.
Các chất có trong trạng thái nóng chảy nói chung sẽ giảm độ nhớt khi nhiệt độ tăng. Một ngoại lệ của nguyên tắc này là nguyên tố lưu huỳnh, có độ nhớt tăng đến một ngưỡng do phản ứng trùng hợp và sau đó giảm khi nhiệt độ tăng ở trạng thái nóng chảy.
Một số hợp chất hữu cơ nóng chảy theo nhiều giai đoạn với trạng thái trung gian giữa chất rắn và chất lỏng.